# Vincent Ventresca
Vincent Paul Gerard Ventresca (nacido el 29 de abril de 1966) es un actor estadounidense, conocido por interpretar a Darien Fawkes en El hombre invisible de Syfy y al profesor Jack Reed en Boston Common de NBC. Ventresca también es conocido por su papel de estrella invitada como Fun Bobby en Friends de NBC.

## Primeros años de vida
Ventresca nació en Indianápolis, Indiana. Ventresca, el menor de once hermanos, se graduó de la Universidad de Indiana con una doble especialización en teatro y psicología. En 1995 se casó con Dianne Shiner, su novia de la secundaria. Tienen un hijo, Benjamin, y una hija, Renée Marie.

## Carrera
Interpretó a Darien Fawkes en la serie de televisión de ciencia ficción de 2000 El hombre invisible durante dos temporadas y al profesor Jack Reed en Boston Common de NBC, también durante dos temporadas. Tuvo un papel recurrente en la serie de Nickelodeon True Jackson, VP y como el novio de Monica, Fun Bobby, en Friends.
Ha sido estrella invitada en Cold Case, CSI: Miami, Las Vegas, Sin rastro, Monk, Mentes criminales y Maggie Winters.
Sus créditos cinematográficos incluyen Romy and Michele's High School Reunion, The Thin Pink Line, Can't Stop Dancing, Love & Sex, The Learning Curve, Dead &amp; Breakfast y Mammoth.
Ha aparecido en varias producciones teatrales, como Choices.

## Filmografía

### Película
| Año  | Título                                 | Papel               | Notas         |
| ---- | -------------------------------------- | ------------------- | ------------- |
| 1997 | Romy and Michele's High School Reunion | Billy Christianson  |               |
| 1997 | Looking for Lola                       | Tony                |               |
| 1998 | Saving Private Ryan                    | Soldado en la playa | Sin acreditar |
| 1998 | The Thin Pink Line                     | Bob                 |               |
| 1999 | Can't Stop Dancing                     | Chuck Levine        |               |
| 1999 | This Space Between Us                  | Sterling Montrose   |               |
| 1999 | The Learning Curve                     | Marshal             |               |
| 2000 | Love & Sex                             | Richard Miltner     |               |
| 2002 | Robbing 'Hef                           | James               |               |
| 2003 | Purgatory Flats                        | Thomas Reed         |               |
| 2004 | Dead &amp; Breakfast                   | Doc Riley           |               |
| 2005 | Madison                                | Walker Greif        |               |
| 2008 | Sorry                                  | Robin Tasker        | Cortometraje  |
| 2011 | Bad Actress                            | Morris Pillage      |               |
| 2011 | Answers to Nothing                     | Erik                |               |
| 2012 | Should've Been Romeo                   | Matt                |               |
| 2014 | Break Point                            | Gary                |               |
| 2015 | Hangman                                |                     |               |
| 2016 | Tao of Surfing                         | El Gringo           |               |

### Televisión
| Año     | Título                               | Papel                 | Notas                                            |
| ------- | ------------------------------------ | --------------------- | ------------------------------------------------ |
| 1991    | The Fresh Prince of Bel-Air          | Alex                  | Episodio: "She Ain't Heavy"                      |
| 1991    | Reasonable Doubts                    | Scott Olkum           | Episodio: "Dicky's Got the Blues"                |
| 1993    | Life Goes On                         | Bates                 | Episodio: "Lost Weekend"                         |
| 1993    | Empty Nest                           | Oficial de policía    | Episodio: "Two for the Road"                     |
| 1993    | The Torkelsons                       | Dave                  | Episodio: "To Date or Not to Date?"              |
| 1993    | Blossom                              | Grant                 | Episodio: "Sitcom"                               |
| 1994    | Monty                                | Reportero             | Episodio: "My Dad Could Beat Up Your Dad"        |
| 1994    | Menendez: A Killing in Beverly Hills | Nick                  | Película de televisión                           |
| 1995    | The Surrogate                        | Eric Shaw             | Película de televisión                           |
| 1995    | Degree of Guilt                      | Richie Argos          | Película de televisión                           |
| 1995    | Crazy Love                           | John Stratton         | Piloto sno emitido                               |
| 1995    | Medicine Ball                        | Tom                   | Episodio: "Wizard of Bras"                       |
| 1995    | Diagnosis: Murder                    | Johnny Meslofski      | Episodio: "My Baby Is Out of This World"         |
| 1994–96 | Friends                              | Fun Bobby             | 2 episodios                                      |
| 1996–97 | Boston Common                        | Profesor Jack Reed    | 31 episodios                                     |
| 1998    | Maggie Winters                       | Bobby Campanella      | 5 episodios                                      |
| 1998    | Prey                                 | Dr. Ed Tate           | 13 episodios                                     |
| 1999    | Jack &amp; Jill                      | Danny Hallahan        | 2 episodios                                      |
| 2000–02 | El hombre invisible                  | Darien Fawkes         | 46 episodios                                     |
| 2002    | Couples                              | Arthur                | Película de televisión                           |
| 2002    | The Twilight Zone                    | Matt McGreevey        | Episodio: "Shades of Guilt"                      |
| 2003    | Cold Case                            | Dr. Bennett Cahill    | Episodio: "Love Conquers Al"                     |
| 2003    | Vegas Dick                           | Dicky Barrett         | Película de televisión                           |
| 2003    | Las Vegas                            | Elliot                | Episodio: "Pros and Cons"                        |
| 2004    | CSI: Miami                           | Joseph Zellar         | Episodio: "Invasion"                             |
| 2004–05 | Complete Savages                     | Jimmy Savage          | 16 episodios                                     |
| 2005    | MorphMan                             | Dr. Eli Rudkus        | Película de televisión                           |
| 2006    | Mammoth                              | Dr. Frank Abernathy   | Película de televisión                           |
| 2007    | Monk                                 | Rob Sherman           | Episodio: "Mr. Monk and the Birds and the Bees"  |
| 2008    | In Plain Sight                       | Vernon McRoy          | Episodio: "Hoosier Daddy"                        |
| 2009    | The Beast                            | Roman Petrescu        | Episodio: "Nadia"                                |
| 2009    | Stuck                                | Vince                 | Película de televisión; also writer and producer |
| 2009    | Sin rastro                           | David Morgan          | Episodio: "Daylight"                             |
| 2009    | El mentalista                        | Duncan Weaver         | Episodio: "Red Bulls"                            |
| 2009    | My Neighbor's Secret                 | Jason Hest            | Película de televisión                           |
| 2009    | Dollhouse                            | Nolan Kinnard         | 3 episodios                                      |
| 2009–11 | True Jackson, VP                     | Mr. Jeff Jamerson     | 3 episodios                                      |
| 2010    | $h*! My Dad Says                     | Samson                | Episodio: "Easy, Writer"                         |
| 2011    | Hot in Cleveland                     | Dr. Doug              | Episodio: "Unseparated at Birthdates"            |
| 2011    | Memphis Beat                         | Jimmy Wagner          | Episodio: "Troubled Water"                       |
| 2012    | CSI: Nueva York                      | Ron Ferguson          | Episodio: "Who's There?"                         |
| 2013    | CSI: Crime Scene Investigation       | Connor Durman         | 2 episodios                                      |
| 2013    | Flying Monkeys                       | James                 | Película de televisión                           |
| 2013    | Nikita                               | Trevor Adrian         | 2 episodios                                      |
| 2014    | Psych                                | James Earl Craig      | Episodio: "A Touch of Sweevil"                   |
| 2014    | Franklin & Bash                      | Oficial Mueller       | Episodio: "Good Cop/Bad Cop"                     |
| 2015    | Rizzoli & Isles                      | Dr. Carlson           | Episodio: "Deadly Harvest"                       |
| 2015    | Wicked City                          | Jimmy Lovett          | 3 episodios                                      |
| 2016    | Nashville                            | Vincent Pearce        | Episodio: "Maybe You'll Appreciate Me One Day"   |
| 2016    | Kings of Con                         | Oficial Billings      | Episodio: Pasadena, CA                           |
| 2017    | Lifeline                             | Harry                 | 2 episodios                                      |
| 2018    | The Fosters                          | Henry Mullen          | Episodio: Scars, Meet the Fosters                |
| 2018    | Volunteers, a Rwandan Comedy         | Vincent               | Película de televisión                           |
| 2018    | 9-1-1                                | Coach                 | Episodio: 7.1                                    |
| 2020    | Mentes criminales                    | Louis "Louie" Chaycon | Episodio: Ghost                                  |
| 2022    | The Rookie                           | Todd Shelf            | Episodio: The List                               |